# Ilha Bathurst (Território do Norte)

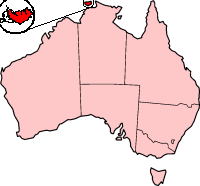
Posição da ilha na Austrália

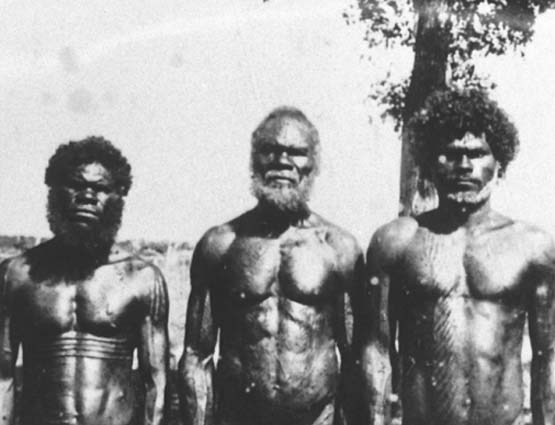
Aborígines da ilha Bathurst

A ilha Bathurst é uma ilha australiana situada na costa noroeste do Território do Norte. A ilha tem 2.100 km² de superfície e pertence ao arquipélago Tiwi, juntamente com Melville e outras ilhas menores. 
Na ponta sudeste está a comunidade aborígine Wurrumiyanga (conhecida como Nguiu até 2010), que, com cerca de 1.450 moradores, é a maior agrupamento de Bathurst. Tal povoado dista 70 km de Darwin.
A denominação da ilha remonta ao conde Henry Bathurst, cujo nome também batiza a Ilha Bathurst no Canadá. 